# Jimmy Case
James Robert Case (ur. 18 maja 1954 w Liverpoolu) - były angielski piłkarz występujący na pozycji pomocnika, młodzieżowy reprezentant kraju. Po zakończeniu kariery także trener. Był jednym z najlepszych zawodników Liverpoolu w latach siedemdziesiątych.

## Kariera piłkarska
Jimmy Case trafił do Liverpoolu jako amator i początkowo występował jedynie w drużynie rezerw zespołu z Anfield. W pierwszym zespole zadebiutował dopiero w sezonie 1974/75 kiedy na ławce trenerskiej Billa Shankly'ego zastąpił Bob Paisley. Na boisku Case słynął z twardego stylu gry, rzadko odstawiał nogę, posiadał również bardzo mocne uderzenie. Z Liverpoolem Case odnosił swoje największe sukcesy - czterokrotnie w sezonach 1975–76, 1976–77, 1978–79 oraz 1979–80 sięgał po mistrzostwo Anglii, trzykrotnie w sezonach 1976–77, 1977–78, 1980–81 sięgał po Puchar Europy, w 1977 wygrał Superpuchar Europy, natomiast w sezonie 1975–76 wygrał Puchar UEFA.
Latem 1981 roku przeniósł się za 350 tys. funtów do Brighton, gdzie występował przez kolejne cztery lata, po czym przeniósł się do Southampton.